# Kinomichi
Kinomichi (氣之道?) non è un'arte marziale ancora se è un'arte dalla tradizione del budō, sviluppatasi dall'arte giapponese dell'aikidō di Masamichi Noro e fondato a Parigi, in Francia, nel 1979. Masamichi Noro fu uno dei live-in degli studenti (uchideshi) di Morihei Ueshiba, il fondatore dell'aikidō. Designated "Delegate for Europe and Africa" by Morihei Ueshiba, Noro debarked in Marseille on 3 september 1961, preceding Nakazono and Tamura in the communal construction of a European and African aikido. In Francia, Kinomichi era affiliato alla Fédération Française d'Aïkido, Aïkibudo et Affinitaires (FFAAA) mantenendo relazioni cordiali con la Fondazione Aikikai e con il suo capo Moriteru Ueshiba, il nipote del fondatore dell'aikido.

## Organizzazioni internazionali
- Kinomichi Instructors International Association (KIIA)

## Fonti
- 2008 « Masamachi Noro: man of peace[collegamento interrotto] » An interview of Masamichi NORO sensei. Translation by Ann Moradian and Guillaume Badou.
- 2006 « Within the Spiral of Kinomichi » article by Nguyen Thanh Thiên in Dragon n°16 Juillet/Août.
- 2005 (FR) « Une rencontre de l'Aïkido et du Kinomichi » with Masamichi Noro and Christian Tissier, DVD, Gabriel TURKIEH, Production Altomedia,
- 2003 (FR) « Le mouvement universel du ki[collegamento interrotto] » interview of Masamichi Noro sensei in Aikido Magazine December 2003
- 1996 (FR) « Le Kinomichi, du mouvement à la création. Rencontre avec Masamichi Noro . » Raymond Murcia, Editeur Dervy-Livres , Collection Chemins De L'harmonie, ISBN 2-85076-806-5
- 1992 (FR) « La pratique du Kinomichi avec maître Noro  » Daniel Roumanoff Editeur Criterion Collection L'homme relié, ISBN 2-7413-0040-2